# Єгорова Євгенія Миколаївна
Євгенія Миколаївна Єгорова (справжнє ім'я та прізвище Марта-Елла Яківна Лієпінь) (лат. Marta-Ella Liepiņa) (інші партійні псевдоніми — Мулап, Крастинь, товариш Женя) (7 березня 1892, місто Руїена Ліфляндської губернії, тепер Латвія — розстріляна 8 квітня 1938, місто Москва, тепер Російська Федерація) — радянська діячка профспілкового руху, секретар ВЦРПС. Член ВЦВК 15-го скликання, член ЦВК СРСР 7-го скликання.

## Біографія
Народилася в бідній латиській родині: батько — столяр, мати — прачка. З 1906 року працювала кравчинею в швейних майстернях Руїени, а потім Риги.
Брала участь у революційному русі з 1909 року. Член РСДРП з 1911 року.
Розповсюджувала листівки, вела агітацію в робітничих гуртках Руїене та Риги, переправляла до Санкт-Петербурга нелегальну літературу, привезену на судах з-за кордону. Була добре знайома з одним із творців Комуністичної партії Латвії Петром Стучкою та професійним революціонером Мартіном Лацісом. У 1912 році разом із товаришами створила нелегальну друкарню, але один із друкарів виявився провокатором. Марті вдалося втекти, і рятуючись від арешту, переїхати до Москви. Тут вона знову зустрілася з Мартіном Лацісом, який раніше покинув Ригу через переслідування охранки. Навколо них згуртувалася чимала група латиських революціонерів («Тверська група»). У 1913 та 1914 роках Марта-Елла Лієпінь затримувалася поліцією, але була звільнена через брак доказів.
Перебуваючи у Москві під ім'ям Елли Крастинь, організувала чергову друкарню, у якій її було заарештовано разом із Лацісом 19 серпня 1915 року. Московська судова палата засудила Марту-Еллу Лієпінь до вічного заслання в Іркутській губернії, до села Большеголи, в якій жив засланець революціонер Микола Григорович Козицький. До Козицького приїхала його дружина Євгенія Миколаївна Єгорова, яка, дізнавшись, що Елла збирається втікати, віддала їй свій дівочий паспорт.
Скориставшись паспортом Єгорової, Марта-Елла прибула в листопаді 1916 року до Петрограду, де брала участь у революційній роботі на Виборзькій стороні. У березні 1917 року стала організатором та секретарем Виборзького районного комітету РСДРП(б), брала участь у формуванні загонів Червоної гвардії. Разом із членами Виборзького районного комітету РСДРП(б) організовувала зустріч Володимира Леніна на Фінляндському вокзалі, де йому був вперше вручений партійний квиток №  600, підписаний Єгоровою. Займалася облаштуванням охорони та побуту Леніна в Петрограді.
Брала участь у мобілізації та організації більшовицьких сил Виборзької сторони для повалення Тимчасового уряду. У ніч із 24 на 25 жовтня 1917 року як член Виборзького районного революційного штабу зателефонувала до Смольного, до Військово-революційного комітету, і повідомила, що у Виборзькому районі Петрограда успішно йде збройне повстання.
Після Жовтневого перевороту 1917 року Женя Єгорова була обрана в Петроградську раду та Петроградський губернський комітет РСДРП(б), брала участь у створенні профспілки вчителів-інтернаціоналістів, була одним із організаторів продовольчих загонів у Петрограді.
У 1918 році — завідувачка агітаційно-пропагандистського відділу Петроградського губернського комітету РСДРП(б).
У травні 1919 — січні 1920 року — секретар Саратовського губернського комітету РКП(б).
У 1920 — вересні 1922 року — відповідальний організатор Міського районного комітету РКП(б) міста Петрограда.
У вересні 1922 — 1924 року — голова Петроградської губернської Спілки швейників. У 1924 році — завідувачка організаційного відділу Петроградської губернської Спілки швейників.
У 1924—1927 роках — секретар комітету РКП(б) гумо-технічного заводу «Красный треугольник» у Ленінграді.
З 1927 до 1929 року — слухачка Курсів марксизму-ленінізму.
У червні 1929 — 1934 року — голова ЦК Профспілки робітників швейної промисловості СРСР.
У 1934—1937 роках — голова ЦК Профспілки робітників гумово-каучукової промисловості СРСР.
Обиралася делегатом VIII, IX, XIII, XVI та XVII з'їздів ВКП(б).
15 травня — 10 грудня 1937 року — секретар Всесоюзної Центральної ради професійних спілок (ВЦРПС).
10 грудня 1937 року заарештована органами НКВС СРСР під час т.зв. «латиської операції» НКВС та звинувачена в «троцькістській діяльності в Ленінграді, шкідницькій діяльності у швейній промисловості, а також у підготовці терористичного акту щодо одного з керівників партії та держави». 8 квітня 1938 року Воєнною колегією Верховного суду СРСР засуджена до розстрілу. Розстріляна того ж дня на полігоні «Комунарка» біля Москви. 
22 вересня 1956 року посмертно реабілітована постановою Воєнної колегії Верховного суду СРСР, що скасувала вирок за відсутністю складу злочину. 18 січня 1957 року Євгенія Єгорова була посмертно відновлена в КПРС.
На згадку про Женю Єгорову названо вулицю у Виборзькому районі Санкт-Петербурга.

## Нагороди і звання
- орден Леніна (22.03.1933)